# آر. راج راو
آر. راج راو (بالإنجليزية: R. Raj Rao)‏ هو مؤلف هندي، ولد في 1955 في مومباي في الهند.